# Agnou
L'agnou, appelé en espagnol añú, añun ou paraujano, est une langue arawakienne de la branche maipuran septentrional maritime, parlée par le peuple des Agnous sur la côte nord-ouest du Venezuela, dans l'État de Zulia
La langue est moribonde : selon un recensement de 2007, seules 20 personnes sur 17 400 Agnous la pratiquaient encore.